# Autostrada A320 (Franța)
Autostrada A320 sau A320 este o autostradă franceză care permite conectarea autostrăzii A4 cu Germania, la nivelul orașului Saarbrücken. Face parte din Drumul european E50.
După ce a fost administrată de Direcția Departamentală a Echipamentelor (DDE) din Moselle de la crearea sa până în 2005, apoi de DIR Est din 2006 până în 2023, autostrada A320 este gestionată, începând cu 2024, de Consiliul Departamental al Moselle.
Autostrada A320 este cu taxă între ieșirea 40 și nodul cu A4, doar în direcția Forbach către A4. În sens invers, este posibilă intrarea de pe A4 (ieșirea 40) fără taxă (1 km).

## Istoric

### Declarație de utilitate publică
04.06.1962: Întregul traseu al autostrăzii (A4 - A6) a fost declarat de utilitate publică (declarație prelungită la 07.06.1967).

### Punere în funcțiune
Secțiuni construite direct conform standardelor pentru autostrăzi
- 28.06.1969: Secțiunea Freyming-Merlebach - Cocheren (A4 - ieșirea 41)
- 10.07.1969: Secțiunea Stiring-Wendel - Granița germană (ieșirea 45 - A6 [D])
- august 1970: Secțiunea Morsbach - Stiring-Wendel (ieșirile 42 - 45)
- 19.08.1972: Secțiunea Cocheren - Morsbach (ieșirile 41 - 42)

Noduri rutiere
- 22.11.1976: Nodul Freyming (ieșirea 40), (reamenajare)
- 1984: Nodul Forbach-Centrul de agrement (ieșirea 43)
- 2000: Nodul Forbach-Centru (ieșirea 44, partea de Nord)

## Traseu
| De la A4 la A6 germană; secțiune gratuită, neconcesionată, gestionată de Consiliul Departamental din Moselle. |                                                                               |            |
| A4 E25 E50 |                                                                               |            |
| Intersecție                                                                                                   | Nod rutier între A4 și A320: Paris, Metz, Saint-Avold, Carling; Strasbourg.   | A4 E25 E50 |
| A320 E50 |                                                                               |            |
| 40 - Freyming                                                                                                 | Orașe deservite: Saint-Avold, Freyming-Merlebach.                             | RD603      |
| 41 - Merlebach                                                                                                | Orașe deservite: Rosbruck, Freyming-Merlebach (nod rutier parțial).           | RD26 RD603 |
| | Limitare la 110 km/h (sens Metz > Sarrebrücken).                              |            |
| 41 - Merlebach                                                                                                | Orașe deservite: Rosbruck, Freyming-Merlebach (nod rutier parțial).           | RD603      |
| | Limitare la 110 km/h (sens Sarrebrücken > Metz).                              |            |
| 42 - Forbach-Marienau                                                                                         | Orașe deservite: Forbach-Le Wiesberg, Forbach-Marienau, Petite-Rosselle.      | RD31e      |
| 43 - Forbach-Centre de loisirs                                                                                | Orașe deservite: Sarreguemines, Grosbliederstroff, Forbach-Centre de loisirs. | RD31 bis   |
| 44 - Forbach-centre                                                                                           | Orașe deservite: Behren-lès-Forbach, Œting, Forbach-centre.                   | RD31       |
| 45 - Stiring-Wendel                                                                                           | Orașe deservite: Forbach-est, Stiring-Wendel.                                 | RD603      |
| A320 E50 |                                                                               |            |
| | Granița dintre Franța și Germania.                                            |            |
| A6 E50 |                                                                               |            |